# 北川三雄
北川 三雄（きたがわ みつお、1946年9月18日 - ）は、日本の実業家。新日鉄ソリューションズ株式会社代表取締役社長を務めた。

## 人物・経歴
東京都出身。1969年一橋大学経済学部卒業、富士製鐵入社。1993年新日本製鐵大分製鐵所総務部長。1995年新日本製鐵新素材事業部企画調整部長。1997年新日本製鐵原料第二部長。2000年新日本製鐵取締役原料第二部長に昇格。2003年新日本製鐵常務取締役。2006年新日本製鐵常務執行役員。
2007年から新日鉄ソリューションズ代表取締役社長を務め、システムインテグレーターとしての競争力強化のため、基盤的情報技術の全面的な刷新を進め、最高益を実現するなどした。2012年新日鉄ソリューションズ取締役相談役に退いた。